# Lothar Zenetti

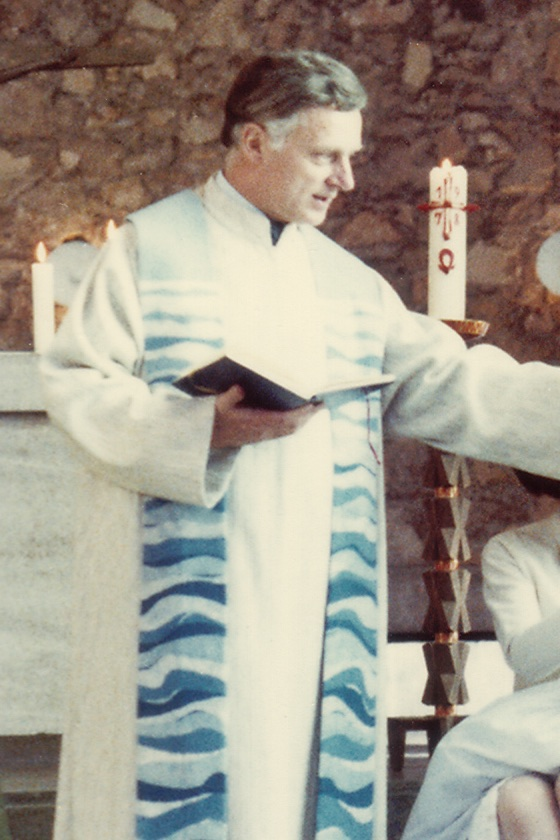
Lothar Zenetti in der Frankfurter Kirche St. Wendel, 1978

Lothar Zenetti (* 6. Februar 1926 in Frankfurt am Main; † 24. Februar 2019 ebenda) war ein deutscher römisch-katholischer Theologe, Priester und Schriftsteller.

## Familie
Die Vorfahren von Lothar Zenetti wanderten im frühen 18. Jahrhundert aus dem italienischen Friaul nach Süddeutschland ein. Der Großvater, ein Kaufmann, ließ sich in den 1880er Jahren in Frankfurt-Bockenheim nieder.
Lothar Zenetti wurde als Sohn von Ludwig Zenetti (1887–1975) und dessen Ehefrau Elisabeth geb. Hainz (1900–1950) geboren. Der Vater war Oberstudiendirektor am Frankfurter Goethe-Gymnasium und Mitbegründer der „Katholischen Volksarbeit“ sowie langjähriger Präsident der „Katholischen Aktion“ im Bistum Limburg. Ihm ist auch ein Buch über die Geschichte der Familie Zenetti zu verdanken.
Zenettis Schwester Luitgard Zenetti (1928–2020) wirkte bis 1994 als Studiendirektorin an der Frankfurter Ziehenschule.

## Leben und Werk
Zenetti besuchte in Frankfurt ab 1931 die Bonifatius-Schule und ab 1936 das Goethe-Gymnasium. Im II. Weltkrieg wurde er 1943 mit 17 Jahren als Luftwaffenhelfer eingezogen, danach zum Reichsarbeitsdienst. 1944 kam er als Rekrut nach Wien und dann zur Offiziersausbildung nach Dänemark.
Beim Fronteinsatz in Schlesien ab Januar 1945 wurde er verwundet. Bei Kriegsende geriet er in amerikanische und von da in französische Kriegsgefangenschaft. In dieser Zeit wurde er Seminarist im so genannten Stacheldrahtseminar von Chartres, welches zwischen 1945 und 1947 von Abbé Franz Stock als Regens geleitet wurde. Am 1. Juli 1946 wurde Zenetti nach Hause entlassen.
Von Zenetti gemalte Kreuzwegstationen aus dem Seminargebäude, das heute das Projekt Europäische Begegnungsstätte Franz Stock beherbergt, sind jetzt dauerhaft in der Frauenfriedenskirche in Frankfurt zu sehen. Von den vierzehn Stationen sind heute noch die letzten vier erhalten. Anhand von Fotos wurden Reproduktionen der Kreuzwegstationen erstellt.
Zurück in Frankfurt machte er das Abitur in einem Heimkehrer-Kurs und schrieb sich in der Hochschule St. Georgen für Katholische Philosophie und Theologie ein. 1952 schloss er das Studium ab und wurde am 28. September 1952 durch Diözesanbischof Wilhelm Kempf in Limburg an der Lahn zum Priester geweiht. Mit der Heimatgemeinde Frauenfrieden feierte er am 5. Oktober 1952 seine Primiz.
Die Stationen als Kaplan waren Oberbrechen, Kölbingen im Westerwald, Königstein im Taunus und Wiesbaden, St. Bonifatius. 1962 erfolgte die Ernennung zum Stadtjugendpfarrer in Frankfurt. Von 1969 bis 1995 wirkte er als Gemeindepfarrer in St. Wendel, Frankfurt-Sachsenhausen. Der Synode der deutschen Bistümer gehörte er 1971 als Berater, ab 1972 als Mitglied an. Im Zeitraum von 1976 bis 1981 war Zenetti Dekan in Frankfurt-Süd. Beim Hessischen Rundfunk war er von 1981 bis 1991 Senderbeauftragter für den Hörfunk der katholischen Kirche. Ab 1949 hatte er regelmäßig für den Funk gearbeitet, gleichzeitig war er Journalist für die Kirchenzeitung Der Sonntag und war einer der Sprecher der ARD-Sendung „Das Wort zum Sonntag“.

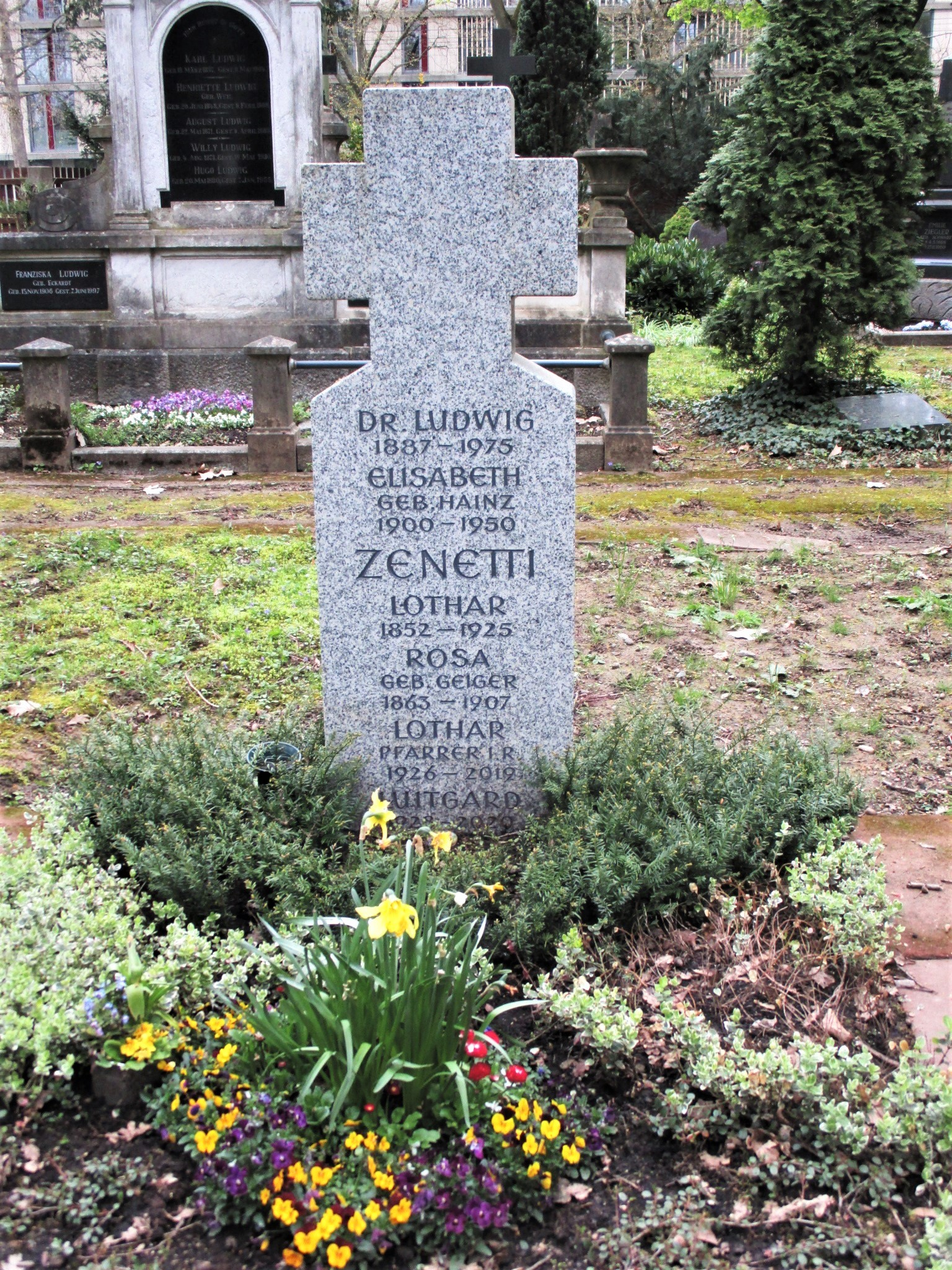
Grabstätte von Lothar Zenetti, Neuer Friedhof Bockenheim

Lothar Zenetti veröffentlichte nach eigenen Angaben 27 Bücher, neben Lyrik und Erzählungen auch Bücher zu Kunst, Musik und Religionspädagogik sowie Texte für den Hörfunk und Mundart-Beiträge. Viele seiner Werke sind ins Englische, Spanische, Portugiesische, Italienische und Französische übersetzt worden. Wunder geschehen nicht nur sonntags und Manchmal leben wir schon liegen auch in Blindenschrift vor.
Etwa 150 seiner Gedichte wurden vertont und viele wurden in Liederbüchern und Schallplattenaufnahmen bekannt gemacht, etwa Was keiner wagt von Konstantin Wecker.
Zenetti war als Autor 1972 an der ökumenischen Beatmesse Liebe ist nicht nur ein Wort mit Wilhelm Willms, Eckart Bücken und Peter Janssens beteiligt. In allen katholischen Gesangbüchern des deutschsprachigen Raumes finden sich seine Lieder; aber auch das Evangelische Gesangbuch und das Gesangbuch der Evangelisch-methodistischen Kirche haben einige Texte von ihm übernommen. Neben eigenen Dichtungen übersetzte Zenetti auch Texte des niederländischen Lyrikers und Theologen Huub Oosterhuis. Seine Übersetzung von Ik sta voor u als Ich steh vor dir mit leeren Händen, Herr ist nicht nur im Gotteslob zu finden.
Gemeinsam mit dem Posaunisten Albert Mangelsdorff reiste er in die USA und brachte von da die Idee zu lebendigeren, zwanglosen Gottesdiensten mit, die mit Jazz- oder Beatmusik gestaltet werden sollten. In diesem Zusammenhang schrieb er „ein wichtiges Buch über Jazz und Kirche“ (Wolfram Knauer).
Lothar Zenetti wohnte zuletzt in Frankfurt-Bockenheim. Er starb am 24. Februar 2019 nach langer Krankheit im Alter von 93 Jahren und wurde im Familiengrab auf dem Neuen Friedhof Bockenheim (Gewann 8a, Reihe 8) beigesetzt.

## Ehrungen
- 1984: Preis Humor in der Kirche

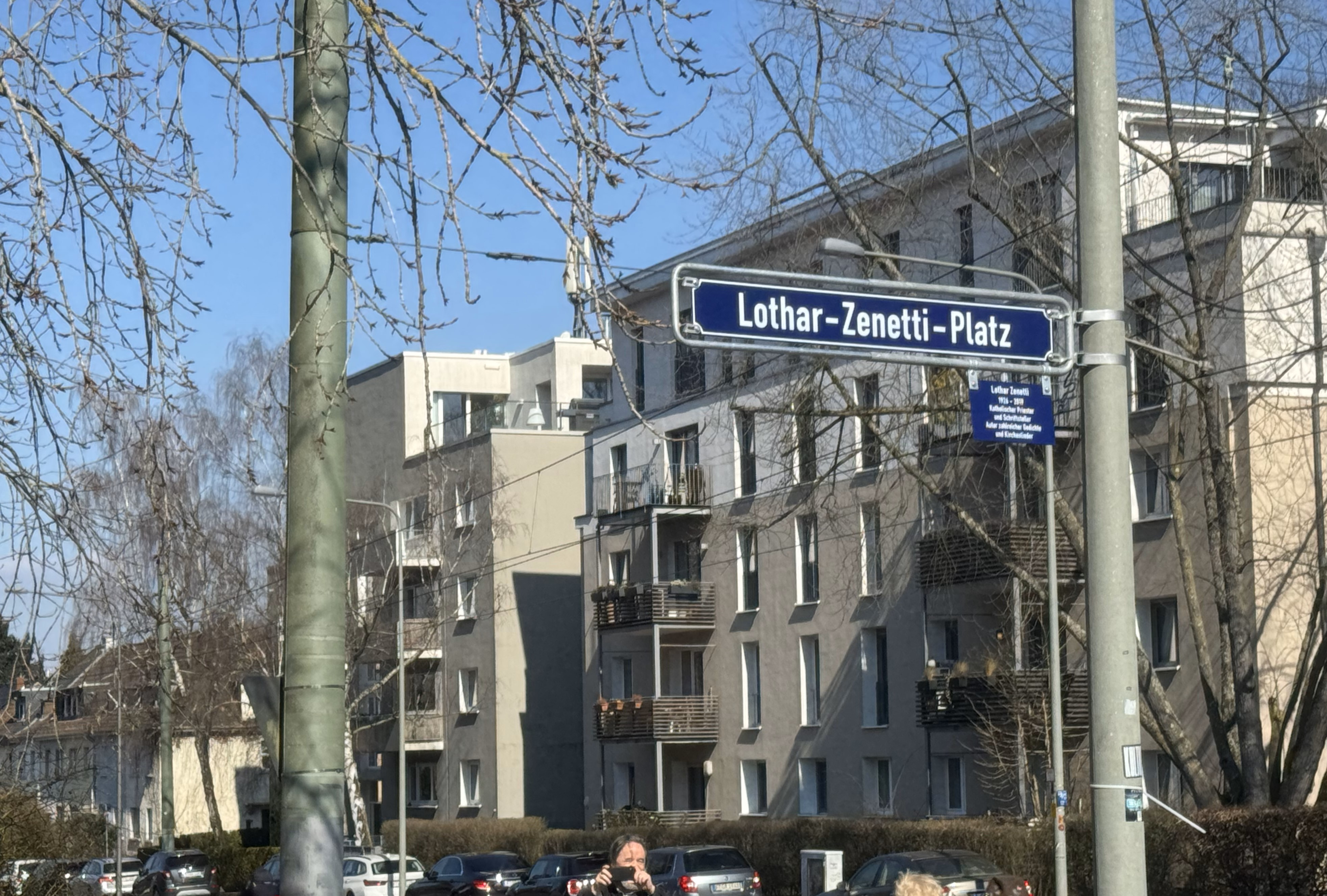
Zenetti-Platz vor der Frauenfriedenskirche

- 1996: Stoltze-Laternen-Preis für satirisch-literarisches Schaffen im Sinne Friedrich Stoltzes
- 2025: Benennung des Platzes vor der Frankfurter Frauenfriedenskirche in Lothar-Zenetti-Platz[14][15]

## Zitate
„Menschen, die aus der Hoffnung leben, sehen weiter.

Menschen, die aus der Liebe leben, sehen tiefer.

Menschen, die aus dem Glauben leben,

sehen alles in einem anderen Licht.“

„Wenn du betest,

dann geh in dein Kämmerlein,

dein Dunkelkämmerlein,

und entwickle das Bild,

das Gott sich von dir gemacht hat.“

## Werke

### Bücher
- Nägel mit Köpfen. Handreichungen für das Glaubensgespräch. Pfeiffer, München 1960.
- Gottes frohe Kinderschar. Werkbuch für kirchliche Kinderarbeit. Pfeiffer, München 1961.
- Kinderwelt und Gotteswort. Hundert Kinderansprachen. Pfeiffer, München 1962.
- Morgens, mittwochs und abends. Werkbuch für Mädchengruppe und -freizeit. Pfeiffer, München 1963.
- Peitsche und Psalm. Spirituals und Gospelsongs. Geschichte und Glaube der Neger Nordamerikas. Pfeiffer, München 1963.
- Initiativen. Junge Christen in einer großen Stadt. Reportagen. Pfeiffer, München 1964.
- Heiße (W)Eisen in der Kirche. Jazz, Beat, Songs, Schlager in der Kirche? Pfeiffer, München 1966.
- Zeitansage. Werkbuch zum Gottesdienst einer neuen Generation. Pfeiffer, München 1969, ISBN 978-3-7904-9943-8.
- Texte der Zuversicht. Für den einzelnen und die Gemeinde. Pfeiffer, München 1972, ISBN 978-3-7904-0058-8.
- Sieben Farben hat das Licht. Pfeiffer, München 1975, ISBN 978-3-7904-0153-0.
- Gästebuch des lieben Gottes. Gemeinde zwischen Wunsch und Wirklichkeit. Pfeiffer, München 1975, ISBN 978-3-7904-0166-0.
- Das allerschönste Fest. Ein Frankfurter Weihnachtsbuch. Knecht, Frankfurt am Main 1977, ISBN 978-3-7820-0386-5.
- Die wunderbare Zeitvermehrung. Variationen zum Evangelium. Pfeiffer, München 1979, ISBN 978-3-7904-0308-4.
- ’s Frankforder Christkindche. Zwei Krippenspiele in Frankfurter Mundart. Kramer, Frankfurt am Main 1981, ISBN 978-3-7829-0505-3.
- Manchmal leben wir schon. Wege, die der Glaube geht. Rundfunk-Ansprachen. Pfeiffer, München 1981, ISBN 978-3-7904-0335-0.
- Die Stunde der Seiltänzer. Geschichten und Gedichte. Pfeiffer, München 1982, ISBN 978-3-7904-0358-9.
- Wunder geschehen nicht nur sonntags. Erfahrungen mit dem Alltag, Rundfunkansprachen. Paulinus Verlag, Tirer 1984, ISBN 978-3-7902-5851-6.
- Meine Zeit in guten Händen. Mit alten Bildern, Bräuchen und Gebeten durch das Jahr. Rosenheimer Verlagshaus, Rosenheim 1985, ISBN 978-3-475-52467-7.
- Das Jesuskind. Verehrung, Darstellung, Kunst und Frömmigkeit. Wewel, München 1987, ISBN 978-3-87904-157-2.
- Wir sind noch zu retten. Neue Texte der Zuversicht.  Pfeiffer, München 1989, ISBN 978-3-7904-0556-9.
- Auf Seiner Spur. Texte gläubiger Zuversicht. Topos Taschenbuch Bd. 327, Matthias-Grünewald-Verlag, Mainz, 2000, ISBN 978-3-7867-2965-5.
- In Seiner Nähe. Texte des Vertrauens. Topos Taschenbuch Bd. 1018, Matthias-Grünewald-Verlag, Mainz, 2015, ISBN 978-3-8367-1018-3.

### Liedtexte und Kirchenlieder
- Das Kreuz des Jesus Christus, Melodie von Peter Janssens und Heinz Martin Lonquich
- Das Lied von der Veränderung der Welt, vertont von Christoph Enzinger
- Das Weizenkorn muss sterben, 1971, Musik: Johann Lauermann (EG Württemberg 585, EG Hessen-Nassau 579,  GLalt 620, neues GL 210), Gesangbuch der Evangelisch-methodistischen Kirche 533
- Segne dieses Kind und hilf uns, ihm zu helfen, 1971, Musik: Erna Woll 1971 (GLalt 636, neues Gotteslob 490), Musik: Michael Schütz 1983 (EG Württemberg 581), Musik: Klaus Irmer 1989 (Denk mal nach mit Luther ISBN 3-579-01797-7), Musik Herbert Beuerle 1976 (EG Nord 565, EG Hessen 574, MG 154, Gesangbuch der Evangelisch-methodistischen Kirche 516)
- Seht, das Brot, das wir teilen, 1972, Musik: Rolf Schweizer 1983 (EG 226), Gesangbuch der Evangelisch-methodistischen Kirche 532 mit Satz von Rolf Schweizer
- Stille lass mich finden, Musik: Peter Reulein 1999
- Was keiner wagt, Musik: Konstantin Wecker
- Weder Tod noch Leben, 1972, Musik: Bertold Hummel 1976
- Wie ein Traum wird es sein, Musik: Herbert Beuerle
- Wir alle essen von einem Brot, 1969, Musik: Ingrid Hirschfeldt 1969 (GLalt 539, EG Österreich 584)
- Wir sind mitten im Leben, 1970, Musik: Herbert Beuerle (GLalt 655, neues Gotteslob Diözesanteil Mainz 910, EG Hessen 651, MG 402)
- Wir sprechen verschiedene Sprachen, Musik: Winfried Heurich; im Gesangbuch der Evangelisch-methodistischen Kirche 410; Melodie: Horst Krüger 2001
- Worauf sollen wir hören, 1971, Musik: Peter Kempin (GLalt 623, neues Gotteslob Diözesanteil Mainz 867)

### Kirchenliedübersetzungen und Liedübertragungen
- Übersetzung von Ik sta voor u von Huub Oosterhuis: Ich steh vor dir mit leeren Händen, Herr. 1974, (EG 382, GL 621, neues Gotteslob 422)